# Тавариш, Нуну
Нуну Албертино Варела Тавариш (порт. Nuno Albertino Varela Tavares; род. 26 января 2000, Лиссабон) — португальский футболист, защитник клуба «Лацио» и сборной Португалии.

## Клубная карьера
Тавариш — воспитанник клубов «Каша Пиа», «Спортинг» и «Бенфика». Для получения игровой практики Нуну начал выступать за дубль «орлов». 27 октября 2018 года в матче против ковильянского «Спортинга» он дебютировал в Сегунда лиге. 4 августа 2019 года в поединке за Суперкубок Португалии против столичного «Спортинга» Тавариш дебютировал за основной состав, а также стал обладателем трофея. 10 августа в матче против «Пасуш де Феррейра» он дебютировал в Сангриш лиге. В этом же поединке Нуну забил свой первый гол за «Бенфику».
Летом 2021 года Тавариш перешёл в лондонский «Арсенал». Сумма трансфера составила 8 млн. евро. 13 августа в матче против «Брентфорда» он дебютировал в английской Премьер-лиге. 23 апреля 2022 года в поединке против «Манчестер Юнайтед» Нуну забил свой первый гол за «Арсенал».
30 июля 2022 года на правах аренды перешёл в клуб французской Лиги 1 «Олимпик Марсель» до конца сезона 2022/23. 7 августа дебютировал за «Марсель» в матче Лиги 1 против «Реймса», отличившись первым голом за новый клуб.
1 сентября 2023 года «Ноттингем Форест» объявил о переходе Нуну Тавареша из «Арсенала» на правах аренды с правом выкупа.
В конечном итоге «Ноттингем» не активировал пункт о выкупе. 15 июля 2024 года Тавареш был отдан в аренду в итальянский клуб «Лацио» на сезон 2024/25 с обязательством выкупа при соблюдении определенных условий.

## Международная карьера
В 2023 году в составе молодёжной сборной Португалии Тавариш принял участие в молодёжном чемпионате Европы в Румынии и Грузии. На турнире он сыграл в матчах против команд Грузии, Нидерландов, Бельгии и Англии.

## Достижения
Командные
«Бенфика»
- Обладатель Суперкубка Португалии: 2019